# Eleonora Ivone
Eleonora Ivone (Roma, 28 settembre 1969) è un'attrice, modella e regista italiana.

## Biografia
Si forma come attrice seguendo varie scuole e stage di recitazione con vari insegnanti come Fulvia Mammi ed Elsa Polverosi. Rappresentata dall'agenzia di moda The Fashion Model Management, sfila come modella per varie case di moda, intraprendendo poi la carriera di attrice recitando in vari film e fiction venendo in alcune occasioni diretta dal marito Angelo Longoni. È stata anche testimonial in vari spot pubblicitari.  
Ha tre figlie: Margherita, Stella e Beatrice.
Nel 2019 ha girato il suo primo cortometraggio, Apri le labbra, con il quale ha vinto diversi premi.

## Filmografia

### Cinema
- Caccia alle mosche, regia di Angelo Longoni (1993)
- Uomini senza donne, regia di Angelo Longoni (1996)
- Laura non c'è, regia di Antonio Bonifacio (1998)
- Mi sei entrata nel cuore come un colpo di coltello, regia di Cecilia Calvi (1998)
- Il fratello minore, regia di Stefano Gigli (1999)
- No religion, regia di Claudio Norza (1997) - cortometraggio
- Doppio misto, regia di Angelo Frezza (2001) - cortometraggio
- Ti voglio tanto bene – cortometraggio (2001)
- Non aver paura, regia di Angelo Longoni (2005)
- Il futurismo - Un movimento di arte vita, regia di Luca Verdone (2010)
- Come andrà a finire, regia di Andrea di Iorio – cortometraggio (2011)
- Maldamore, regia di Angelo Longoni (2014)
- Apri le labbra, regia Eleonora Ivone – cortometraggio (2019)

### Televisione
- Le madri, regia di Angelo Longoni – miniserie TV (1999)
- Turbo, regia di Antonio Bonifacio – serie TV (2000)
- Tutto in quella notte, regia di Massimo Spano – serie TV (2000)
- L'ultimo rigore, regia di Sergio Martino (2002) – miniserie TV
- Part Time, regia di Angelo Longoni – miniserie TV (2003)
- Un anno a primavera, regia di Angelo Longoni – miniserie TV (2005)
- Un amore di strega, regia di Angelo Longoni – film TV (2009)
- Tiberio Mitri - Il campione e la miss, regia di Angelo Longoni – miniserie TV (2010)
- Distretto di Polizia – serie TV, episodi 11x03, 11x04 (2011)
- Nero Wolfe – serie TV, episodio 01x02 (2012)
- Don Matteo – serie TV, episodio 09x10 (2014)
- Ostaggi, regia di Eleonora Ivone – film TV (2021)

## Programmi TV
- Natale con noi (RaiSat Gambero Rosso, 2007)

## Videoclip
- Tutte le notti, diretto da YouNuts! e con Christian De Sica – singolo di Tommaso Paradiso (2022)
- Ricordi, diretto da Bendo e con Sergio Rubini – singolo dei Pinguini Tattici Nucleari (2022)

## Teatro
- Una volta nella vita, regia di Lorenzo Gioielli, Teatro della Cometa di Roma (2001)
- I tre operai, regia di Francesco Banchetti, Teatro India di Roma (2007)
- Bruciati, regia di Georgia Lepore (2009)
- Col piede giusto, regia di Angelo Longoni (2009-2010)
- Vita, regia di Angelo Longoni (2009-2010)
- Ospiti, regia di Angelo Longoni (2014-2015)
- L'amore migliora la vita, regia di Angelo Longoni (2015-2016)
- Boomerang, regia di Angelo Longoni (2017)
- Chi è io?, regia di Angelo Longoni (2024)